# Tranquillin
Tranquillin, de son vrai nom Tranquillin Gnimagnon, est un humoriste béninois né le 14 juin 1996  à Cotonou au Bénin. Surnommé T-Boy et Scorpion, il se fait connaître en 2020 grâce à ses vidéos humoristiques diffusées sur les réseaux sociaux. Après des études en Achats et Supply Chain, il se tourne vers la production de contenus plus longs, dont un court-métrage intitulé Ma belle-mère, sorti en 2022.

## Biographie
Tranquillin grandit au Bénin et suit un parcours scolaire classique. Il obtient son Certificat d'Études Primaires (CEP) en 2006, son Brevet d'Études du Premier Cycle (BEPC), puis un Baccalauréat série D. Il poursuit ensuite des études supérieures à HECM Bénin, où il décroche un BTS et une licence. En 2019, il part en France pour finaliser son cursus[réf. nécessaire].

## Débuts dans l’humour
En juin 2020, il tourne ses premières vidéos humoristiques avec des amis. En septembre de la même année, il publie ses propres sketches sur les réseaux sociaux et rencontre un succès immédiat. Son humour repose sur l’observation du quotidien et la mise en scène de personnages inspirés de la vie courante[réf. nécessaire].

## Carrière et projets
Tranquillin collabore avec plusieurs créateurs de contenu, dont Diane Nama, avec qui il forme un duo reconnu. En parallèle de ses productions en ligne, il explore le format du court-métrage et réalise Ma belle-mère en 2022. Ce projet raconte une histoire inspirée de faits de société et marque une étape importante dans son évolution artistique,.
Le 29 novembre 2024, il présente son premier spectacle au Palais des Congrès de Cotonou. L'événement attire un large public et marque une nouvelle étape dans son parcours humoristique,.

## Distinctions et nominations
Tranquillin a reçu plusieurs distinctions en reconnaissance de son impact dans le domaine de l'humour et de l'art :
- 2021, 2022, 2023 : Nommé aux Bénin Showbiz Awards
- 2024: Nommé aux Kora Awards, qui récompensent les réalisations exceptionnelles dans la musique et l’art en Afrique
- 2024, 2025: Nommé dans la catégorie Influence Art lors du FINAB[5].

## Influence et réception
Son style se distingue par un sens de l'improvisation et une capacité à transformer des scènes ordinaires en situations comiques. Il adapte son humour aux réalités sociales et renouvelle régulièrement ses thématiques pour captiver son audience. Son travail s’inscrit dans un paysage humoristique béninois en pleine évolution, marqué par des collaborations et parfois des tensions entre humoristes.